# 王会勇
王会勇（1960年3月—），男，汉族，河北巨鹿人，中华人民共和国政治人物，曾任中共邢台市委书记，现任河北省人大常委会副主任，中共十九大代表。